# James Rossiter

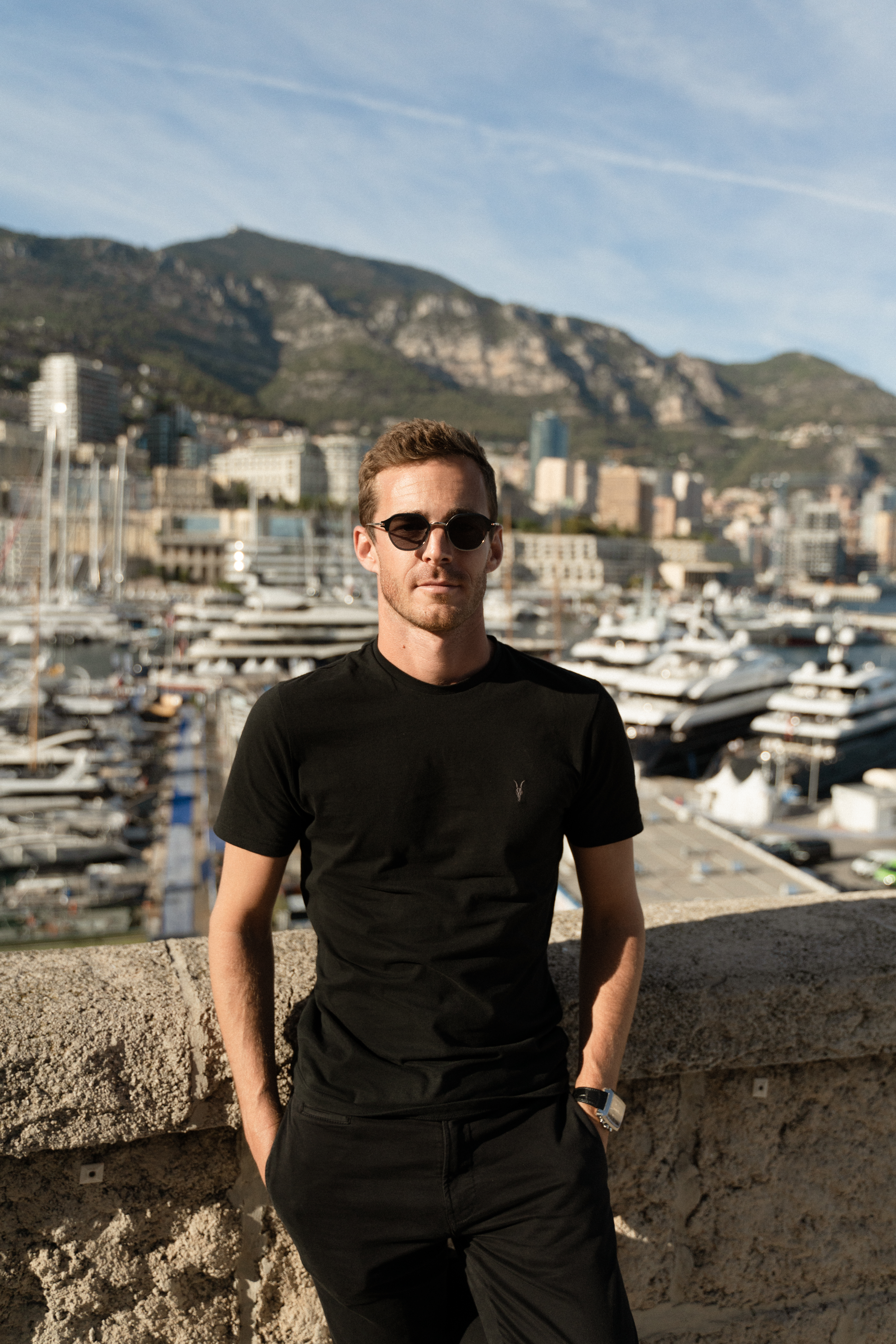
James Rossiter 2022

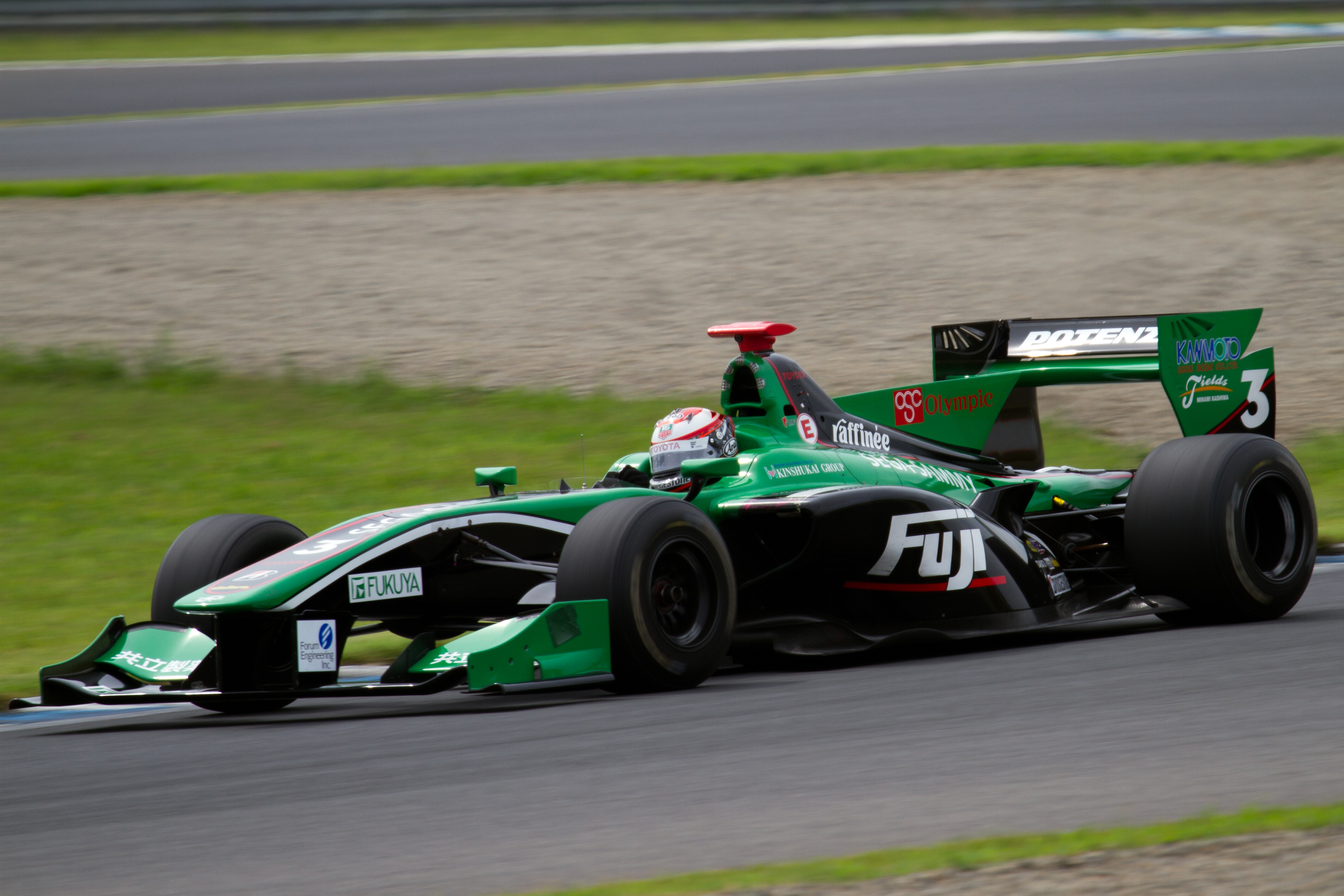
James Rossiter 2014 beim Super-Formula-Rennen in Motegi …

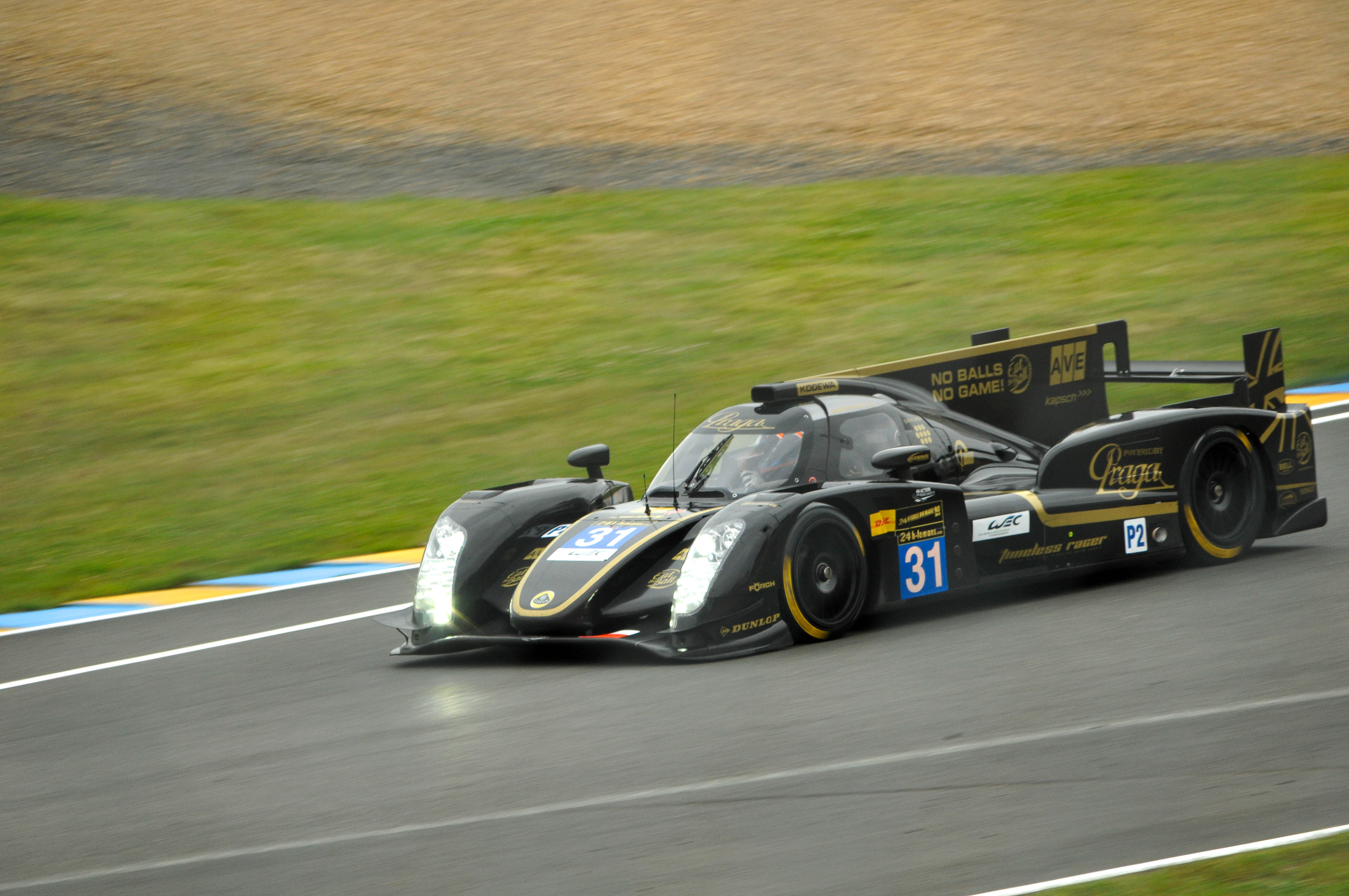
… und im Lotus T128 beim 24-Stunden-Rennen von Le Mans 2013

James Stuart Rossiter (* 25. August 1983 in Oxford) ist ein ehemaliger britischer Automobilrennfahrer. Er startete von 2013 bis 2015 in der Super Formula und in der Super GT.

## Karriere
Rossiter begann seine Motorsportkarriere 1998 im Kartsport, in dem er bis 2000 aktiv war. 2002 erfolgte sein Einstieg in den Formelsport. Er startete für Falcon Motorsport in der britischen Formel Renault und wurde 13. in der Fahrerwertung. 2003 blieb Rossiter in der britischen Formel Renault und trat für Fortec Motorsport an. Er gewann ein Rennen und verbesserte sich auf den dritten Gesamtrang. Intern setzte er sich dabei mit 347 zu 312 Punkten gegen Mike Conway durch.
Rossiter blieb 2004 bei Fortec Motorsport und wechselte in die britische Formel-3-Meisterschaft. Er entschied drei Rennen für sich und beendete die Saison hinter Nelson Piquet jr. und Adam Carroll auf dem dritten Platz der Fahrerwertung. Darüber hinaus nahm er für Fortec Motorsport und Signature an je zwei Formel-3-Einzelveranstaltungen teil. Dabei waren vierte Plätze beim Formel-3-Masters und beim Bahrain Superprix seine besten Ergebnisse. Außerdem war Rossiter ein Teilnehmer einer Fahrersichtung des Formel-1-Rennstalls British American Racing. Er setzte sich dabei mit zwei weiteren Fahrern gegen sechs Konkurrenten durch und nahm am Ende des Jahres erstmals an Formel-1-Testfahrten teil. 2005 wechselte Rossiter zu Signature-Plus in die Formel-3-Euroserie. Ihm gelang bereits am ersten Rennwochenende in Hockenheim der erste Sieg. Er beendete die Saison auf dem siebten Rang und lag mit einem Punkt weniger eine Position hinter seinem Teamkollegen Loïc Duval. Darüber hinaus wurde er 2005 von British American Racing als Formel-1-Testfahrer unter Vertrag genommen.
2006 erhielt Rossiter ein Cockpit bei Pons Racing in der Formel Renault 3.5. Mit einem zweiten Platz als bestem Resultat beendete er die Saison auf dem 14. Gesamtrang. Darüber hinaus blieb er Formel-1-Testfahrer bei dem Rennstall, der inzwischen von Honda übernommen und umbenannt worden war. 2007 verzichtete Rossiter auf Renneinsätze. Er blieb zunächst Honda-Formel-1-Testfahrer und wechselte während der Saison als Testfahrer zum von Honda-unterstützten Rennstall Super Aguri. 2008 blieb Rossiter Formel-1-Testfahrer bei Super Aguri. Darüber hinaus debütierte er in der Langstreckenszene und nahm für Andretti Green Racing an drei Rennen der American Le Mans Series (ALSM) teil. Dabei erzielte er in Detroit zusammen mit Franck Montagny den ersten Gesamtsieg für Andretti Green Racing. In der LMP2-Fahrerwertung wurde Rossiter 22.
2009 und 2010 absolvierte Rossiter keine Renneinsätze. Für die Formel-1-Weltmeisterschaft 2010 stand er in Verhandlungen mit dem US F1 Team, einem neuen Rennstall. Allerdings schaffte es US F1 nicht ins Starterfeld, sodass Rossiter die Verhandlungen noch vor Saisonbeginn abbrach. Rossiter bemühte sich anschließend um ein Cockpit für die IndyCar Series IndyCar Series 2010 und er absolvierte die Testfahrten vor der Saison für KV Racing Technology. Das Cockpit wurde jedoch schließlich an Mario Moraes vergeben.
2011 erhielt Rossiter einen Werksvertrag beim Automobilhersteller Lotus. Er war Testfahrer für das von Lotus gesponserte IndyCar-Team KV Racing Technology und absolvierte sechs Rennen im Intercontinental Le Mans Cup (ILMC) für das von Lotus unterstützte Jetalliance Racing Team. Im Rahmen dessen debütierte er 2011 beim 24-Stunden-Rennen von Le Mans. 2012 erhielt Rossiter ein Cockpit in der neugegründeten FIA-Langstrecken-Weltmeisterschaft (WEC), die aus dem ILMC hervorgegangen war. Sein Freund Kevin Weeda vermittelte sich und ihm einen Platz beim von Lotus unterstützten Kodewa-Team. Weeda und Rossiter nahmen mit wechselnden Teamkollegen an sechs von acht Rennen teil und beendeten die Saison mit einem neunten Platz als bestem Ergebnis auf dem 44. Platz in der Fahrerweltmeisterschaft. Am Ende des Jahres nahm er für Audi an DTM-Testfahrten teil. Zu einem Engagement in der Serie kam es jedoch nicht.
Anfang 2013 nahm Rossiter für Force India, für die er bereits 2012 Simulator-Arbeiten absolviert hatte, an Formel-1-Testfahrten teil und war in diesem Jahr Testfahrer des Rennstalls. Rossiter wechselte anschließend nach Japan und legte sein Hauptaugenmerk auf sein Engagement beim Lexus Team Petronas TOM’S in der Super GT. Er bildete ein Fahrerduo mit Kazuki Nakajima. Die beiden gewannen zwei Rennen und wurden Dritte in der Fahrerwertung. Darüber hinaus vertrat Rossiter 2013 André Lotterer bei drei Super-Formula-Rennen für das Petronas Team TOM’S. Außerdem ging Rossiter 2013 erneut gemeinsam mit Weeda für Lotus/Kodewa in der FIA-Langstrecken-Weltmeisterschaft an den Start. Rossiter nahm an vier von acht Rennen teil und wurde 39. in der Fahrerweltmeisterschaft.
2014 erhielt Rossiter bei Kondō Racing ein Vollzeitcockpit in der Super Formula. Beim Saisonauftakt in Suzuka gelang ihm als Zweiter seine erste Podest-Platzierung. Er beendete die Saison auf dem sechsten Platz. In der Super GT blieb Rossiter bei TOM’S. Den Platz neben ihm teilten sich Nakajima und Ryō Hirakawa. Rossiter gewann zwei Rennen zusammen mit Nakajima und erreichte wie im Vorjahr den dritten Platz in der Gesamtwertung. Darüber hinaus trat er für Lotus/Kodewa zu zwei WEC-Rennen an und schloss die Fahrerweltmeisterschaft auf dem 25. Platz ab. 2015 blieb Rossiter bei Kondō Racing in der Super Formula. Er beendete die Saison auf dem zwölften Gesamtrang. In der Super GT absolvierte Rossiter 2015 seine dritte Saison für TOM’S und Daisuke Itō wurde sein neuer Teamkollege. Mit einem Sieg wurden die beiden Siebte in der Fahrerwertung.

## Persönliches
Sein Vater ist der Automobilrennfahrer Jeremy Rossiter.

## Statistik

### Karrierestationen
| - 1998–2000: Kartsport - 2002: Britische Formel Renault (Platz 13) - 2003: Britische Formel Renault (Platz 3) - 2004: Britische Formel 3 (Platz 3) - 2005: Formel-3-Euroserie (Platz 7) - 2005: Formel 1 (Testfahrer) - 2006: Formel Renault 3.5 (Platz 14) - 2006: Formel 1 (Testfahrer) | - 2007: Formel 1 (Testfahrer) - 2008: Formel 1 (Testfahrer) - 2008: ALMS, LMP2 (Platz 22) - 2011: ILMC, LMGTE Pro - 2012: WEC (Platz 44) - 2013: Super Formula (Platz 16) - 2013: Super GT (Platz 3) - 2013: WEC (Platz 39) | - 2013: Formel 1 (Testfahrer) - 2014: Super Formula (Platz 6) - 2014: Super GT (Platz 3) - 2014: WEC (Platz 25) - 2015: Super Formula (Platz 12) - 2015: Super GT (Platz 7) - 2016: Super Formula |

### Einzelergebnisse in der Super Formula
| Jahr | Team                | Motor  | 1   | 2   | 3   | 4   | 5   | 6   | 7   | 8   | 9   | 10 | 11 | Punkte | Rang |
| ---- | ------------------- | ------ | --- | --- | --- | --- | --- | --- | --- | --- | --- | -- | -- | ------ | ---- |
| 2013 | Petronas Team TOM’S | Toyota | SU1 | AUT | FU1 | MOT | INJ | SUG | SU2 | SU2 | FU2 |    |    | 2,5    | 16.  |
| 2013 | Petronas Team TOM’S | Toyota | 11  |     |     |     | C   |     | 7   | 6   |     |    |    | 2,5    | 16.  |
| 2014 | Kondō Racing        | Toyota | SU1 | FUJ | FUJ | FUJ | MOT | AUT | SUG | SU2 | SU2 |    |    | 22     | 6.   |
| 2014 | Kondō Racing        | Toyota | 2   | 6   | 17  | 8   | 8   | 5   | 4   | 6   | 10  |    |    | 22     | 6.   |
| 2015 | Kondō Racing        | Toyota | SU1 | OKA | FUJ | MOT | AUT | SUG | SU2 | SU2 |     |    |    | 5      | 12.  |
| 2015 | Kondō Racing        | Toyota | 16* | DNF | 7   | 12  | 6   | 14  | DNF | DNF |     |    |    | 5      | 12.  |

Anmerkungen
1. ↑  Für den Fuji Sprint Cup wurden keine Punkte vergeben.

### Le-Mans-Ergebnisse
| Jahr | Team                    | Fahrzeug        | Teamkollege      | Teamkollege        | Platzierung | Ausfallgrund |
| ---- | ----------------------- | --------------- | ---------------- | ------------------ | ----------- | ------------ |
| 2011 | Jetalliance Racing Team | Lotus Evora GTE | Jonathan Hirschi | Johnny Mowlem      | Rang 22     |              |
| 2013 | Lotus                   | Lotus T128      | Kevin Weeda      | Christophe Bouchut | Ausfall     | Motorschaden |

### Einzelergebnisse in der FIA-Langstrecken-Weltmeisterschaft
| Saison  | Team                           | Rennwagen          | 1   | 2   | 3   | 4   | 5   | 6   | 7   | 8   | 9   |
| ------- | ------------------------------ | ------------------ | --- | --- | --- | --- | --- | --- | --- | --- | --- |
| 2012    | Lotus                          | Lola B12/80        | SEB | SPA | LEM | SIL | SAO | BAH | FUJ | SHA |     |
| 2012    | Lotus                          | Lola B12/80        |     | 29  |     | DNF | 13  | 9   | 12  | DNF |     |
| 2013    | Lotus                          | Lotus T128         | SIL | SPA | LEM | SAO | AUS | FUJ | SHA | BAH |     |
| 2013    | Lotus                          | Lotus T128         |     | 24  | DNF |     | DNF | 23  |     |     |     |
| 2014    | Lotus                          | CLM P1/01          | SIL | SPA | LEM | AUS | FUJ | SHA | BAH | SAO |     |
| 2014    | Lotus                          | CLM P1/01          |     |     |     | 15  | DNF | 14  |     |     |     |
| 2016    | ByKolles Racing                | CLM P1/01          | SIL | SPA | LEM | NÜR | MEX | AUS | FUJ | SHA | BAH |
| 2016    | ByKolles Racing                | CLM P1/01          | 14  | 6   |     |     |     |     |     |     |     |
| 2017    | ByKolles Racing G-Drive Racing | CLM P1/01 Oreca 07 | SIL | SPA | LEM | NÜR | MEX | AUS | FUJ | SHA | BAH |
| 2017    | ByKolles Racing G-Drive Racing | CLM P1/01 Oreca 07 |     | 6   |     |     |     |     | 10  |     |     |
| 2018/19 | ByKolles Racing                | CLM P1/01          | SPA | LEM | SIL | FUJ | SHA | SEB | SPA | LEM |     |
| 2018/19 | ByKolles Racing                | CLM P1/01          |     |     |     | 5   | DNF |     |     |     |     |
| 2022    | Peugeot Sport                  | Peugeot 9X8        | SEB | SPA | LEM | MON | FUJ | BAH |     |     |     |
| 2022    | Peugeot Sport                  | Peugeot 9X8        |     |     |     | 33  | 20  |     |     |     |     |